# Peter C. Gøtzsche
Peter Christian Gøtzsche (Næstved, Dinamarca, 26 de noviembre de 1949) es un biólogo, médico e investigador en Medicina. Fue cofundador del Centro Nórdico de Colaboración Cochrane en Copenhague en 1993 y formó parte de su junta directiva desde 2017 hasta 2018. Es profesor de la Universidad de Copenhague en análisis y diseño de investigación, y como investigador, es autor de revisiones sistemáticas y evaluaciones de terapias farmacológicas, técnicas de tratamiento y prevención en salud. Es conocido por su crítica hacia la industria farmacéutica. 
En septiembre de 2018 fue expulsado del Centro Nórdico de Colaboración Cochrane a raíz de su crítica a los resultados publicados por la Institución sobre la revisión de la eficacia de la vacuna del papiloma humano. La junta directiva propuso la moción que se saldó con seis votos a favor y cinco en contra de su expulsión.
Durante la pandemia de COVID-19 , Gøtzsche fue criticado por difundir desinformación sobre las vacunas COVID-19.

## Investigación
Gøtzsche ha publicado numerosas evaluaciones sobre fármacos y procedimientos médicos. Uno de los análisis relevantes es el que realizó junto a Asbjørn Hrobjartsson respecto de los placebos. Comparando los efectos en los pacientes en los estudios donde se les había administrado tratamientos de placebo con la situación de aquellos en los que no se había administrado sustancia ni tratamiento alguno, llegó a la conclusión de que el efecto de placebo es muy mínimo, prácticamente despreciable.

Junto a su grupo de Copenhague, concluyó además que muchos metaanálisis tenían errores en la extracción de datos y pudo comprobar que los datos que estaban disponibles en los protocolos de investigación en gran medida no se reflejaban en las publicaciones sobre el estudio.
Sin embargo, dos de las revisiones críticas que ha publicado han despertado especial interés, no solo de los médicos e investigadores de la medicina, sino que también de la prensa generalista, donde han tenido un eco notable.
- Evaluación de la mamografía como práctica preventiva.[10]
- Evaluación de la efectividad de los fármacos antidepresivos.

### Revisión crítica de la mamografía
Luego de evaluar ocho estudios que avalaban la mamografía como una prevención eficaz del cáncer de mama, Gøtzsche llegó a la conclusión de que seis de ellos tenían serios problemas metodológicos (básicamente errores de aleatorización) y que los otros dos tampoco alcanzaban estándares para justificar, sobre la base de evidencia empírica, que los screenings que se estaban practicando en muchos países sirvieran realmente para el objetivo preventivo. En esa publicación argumenta que los datos de las investigaciones suecas realizadas al respecto (si es que no están sesgadas) muestran que la mamografía en el transcurso de 12 años por cada mil mujeres sometidas a la medida de prevención se habría evitado una única muerte por cáncer de mama, mientras que el total de muertes habría aumentado en seis. Si, por otra parte, los estudios están sesgados, no hay una evidencia suficientemente fiable para afirmar que esta prevención es útil. La publicación de estos estudios desató una gran polémica.

### Revisión crítica de los antidepresivos
En un artículo que publicó en el periódico británico The Guardian en 2014, Gøtzsche puso en duda la efectividad antidepresiva de los inhibidores selectivos de la recaptación de serotonina y criticó su prescripción masiva. En ese artículo, Gøtzsche concluye que los psicofármacos causarían mucho más daño que beneficio y que deberían ser usados de manera más cuidadosa, muchísimo menos y por períodos ostensiblemente más breves y siempre con un plan para reducir las dosis y terminar el tratamiento, evitando que las pacientes sigan consumiéndolos por toda la vida a falta de indicaciones para su descontinuación.
Las definiciones de las alteraciones psiquiátricas serían, según el autor, demasiado vagas, de modo que existe gran riesgo de que se diagnostique uno de estos trastornos a personas básicamente sanas. Gøtzsche denuncia en este artículo que algunos de los psiquiatras que escriben los manuales de diagnóstico formarían parte de la plantilla de la industria farmacéutica, lo que conduciría a una tendencia inflacionaria de estos diagnósticos. En el área de psiquiatría, las transgresiones de la reglamentación son, según indica el autor significativamente más graves (en psiquiatría la industria ha tenido que pagar multas de miles millones de dólares por comercialización ilegal para usos no aprobados). El incremento de las ventas no solo refleja la tendencia explosiva de las prescripciones, sino que además es un indicador de que los pacientes enfrentan muchas dificultades a la hora de intentar descontinuar los antidepresivos, incluso en la disminución gradual. Esto produciría, según Gøtzsche que los síntomas de abstinencia sean frecuentemente mal interpretados como «reaparición de la enfermedad» o como el brote de algún nuevo trastorno, para la que se vuelven a recetar psicofármacos. Finalmente, la apreciación de Gøtzsche es que los medicamentos psiquiátricos pueden producir los síntomas que se supone que alivian y ante esto, lamentablemente, los psiquiatras tenderían a aumentar las dosis o a agregar adicionalmente un nuevo medicamento como respuesta a la queja del paciente sobre los efectos negativos que observa.

## Controversia y expulsión
Gøtzsche ha escrito varias obras críticas con las industrias farmacéuticas, a las que acusa de actuar como mafias, manipulando los resultados de los estudios y presionando, tanto a los médicos como a los investigadores. Las acusa también de minar la independencia de la propia institución a la que pertenecía, Cochrane, lo que ha causado tensiones entre él y otros miembros. En julio de 2018 firmó, junto con otros dos investigadores, una crítica a los resultados publicados por Cochrane de la revisión de la eficacia de la vacuna del papiloma humano. Esto agravó la tensión, y en la reunión general anual en Edimburgo el 17 de septiembre se acordó la moción que finalmente se saldó con su expulsión.
 

Los miembros de la junta declararon que la terminación fue el resultado de
“un patrón sostenido de conductas disruptivas e inapropiadas, durante varios años, que socavaron la filosofía de colaboración de Cochrane y fueron perjudiciales para el trabajo, la reputación y los miembros de la organización benéfica.”

## Publicaciones
Peter C. Gøtzsche ha publicado varios libros. Por orden de publicación 
- Wulff, Henrik R.; Gøtzsche, Peter (2000). Rational Diagnosis and Treatment: Evidence-Based Clinical Decision-Making (en inglés). (En la 1ª y 2ª edición, H. Wulf es el único autor) (3ª edición). Oxford: Wiley. ISBN 9780632031979. Consultado el 17 de junio de 2016.
- Gøtzsche, Peter (2012). Mammography Screening: Truth, Lies and Controversy (en inglés). Londres: Radcliffe Pub. ISBN 978-1-84619-585-3. Consultado el 17 de junio de 2016.
- Gøtzsche, Peter. Deadly Medicines and Organised Crime: How Big Pharma Has Corrupted Healthcare (en inglés). Londres: Radcliffe Pub. ISBN 9781846198847. Consultado el 17 de junio de 2016.
- Peter C. Gøtzsche. Deadly Psychiatry and Organised Denial. — People's Press, 2015. — ISBN 978-87-7159-623-6.
- Peter C. Gøtzsche. Death of a whistleblower and Cochrane’s moral collapse. — People's Press, 2019.
- Peter C. Gøtzsche. Survival in an Overmedicated World: Look Up the Evidence Yourself. — People's Press, 2019.

Existen traducciones al español de algunas de sus obras:
- Gøtzsche, Peter (2014). Medicinas que matan y crimen organizado : cómo las grandes farmacéuticas han corrompido el sistema de salud. Traducción de Pau Gros Calsina. Vol. 25 de Sin fronteras. Los Libros del Lince,. ISBN 9788415070450.
- Gøtzsche, Peter (2015), Psicofármacos que matan y denegación organizada, Los Libros del Lince, ISBN 978-84-15070-6-41
- Gøtzsche, Peter (2019), Cómo sobrevivir en un mundo sobremedicado, Roca, EAN: 9788417541552